# تراص خلايا الدم الحمراء

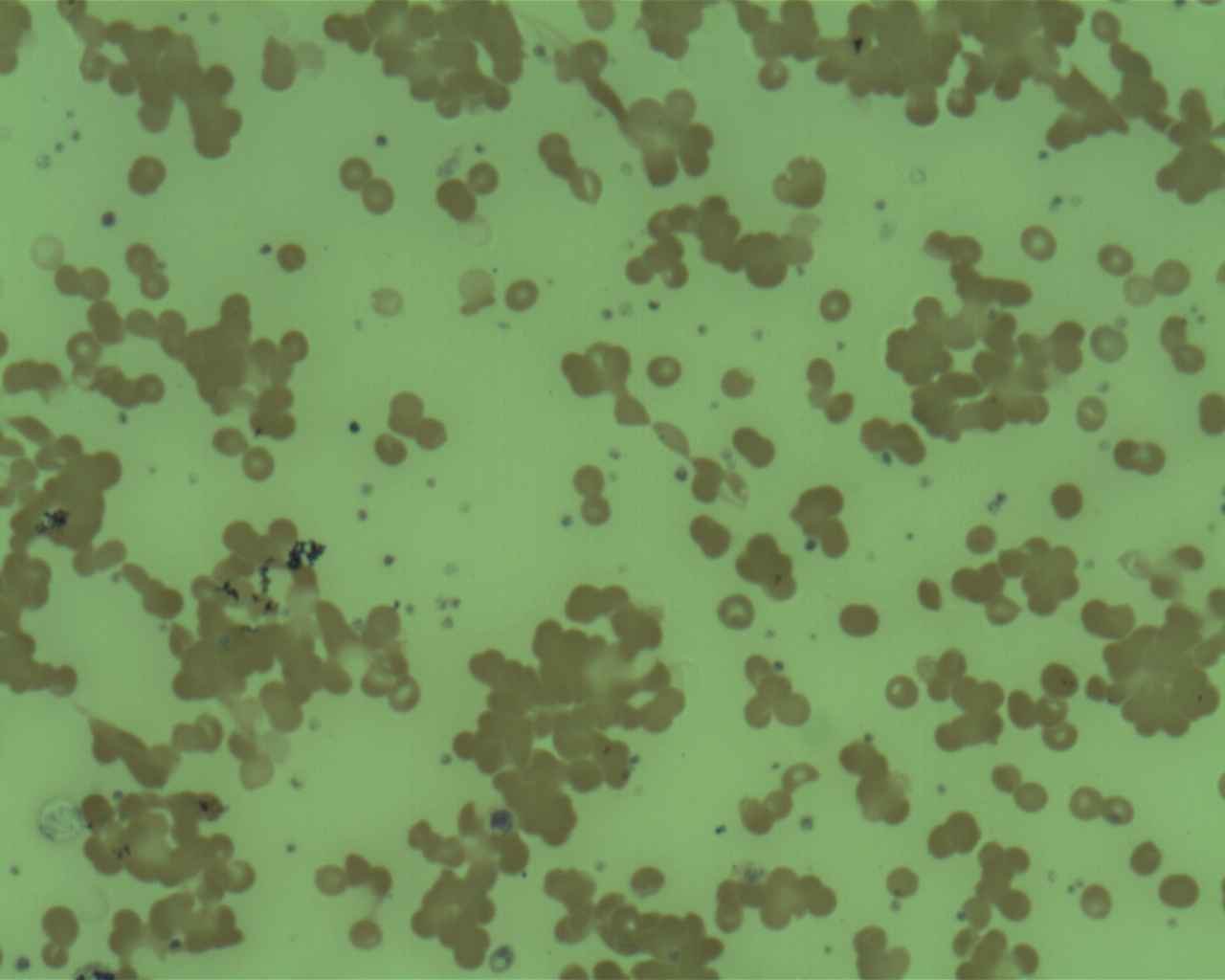
تراص الخلايا الحمراء في مريض مصاب بمرض التراص البارد.

في أمراض الدم، تراص خلايا الدم الحمراء (بالإنجليزية: red cell agglutination)‏ أو التراص الذاتي (بالإنجليزية: autoagglutination)‏ هو ظاهرة تتجمع فيها خلايا الدم الحمراء معاً، وتشكل مجاميع. وهو ناتج عن سطح الخلايا الحمراء المغلفة بالأجسام المضادة.(ص.98) يحدث هذا غالبا في داء الراصات الباردة، وهو نوع من فقر الدم الانحلالي المناعي الذاتي الذي ينتج فيه الناس أجساما مضادة (تسمى الراصات الباردة) التي ترتبط بخلايا الدم الحمراء في درجات الحرارة الباردة وتدمرها. قد يصاب الناس بتراص البرد من اضطرابات تكاثرية لمفية، أو من العدوى بمفطورة رئوية أو فيروس إبشتاين بار، أو مجهول السبب (بدون أي سبب واضح). يمكن أن يحدث تراص الخلايا الحمراء أيضا في بيلة هيموغلوبينية ليلية انتيابية:13 وفقر الدم الانحلالي المناعي الذاتي الدافئ.  في حالات تراص الخلايا الحمراء، يمكن استخدام اختبار كومبس المباشر لإثبات وجود أجسام مضادة مرتبطة بالخلايا الحمراء.

## التدخل في الاختبارات المعملية
يتم حساب مجاميع خلايا الدم الحمراء كخلايا مفردة بواسطة عداد الخلايا الإلكتروني المستخدمة لإجراء اختبارات تعداد الدم الكاملة. هذا يؤدي إلى انخفاض ملحوظ في عدد خلايا الدم الحمراء وهيماتوكريت وارتفاع ملحوظ في الحجم الكروي الوسطي وتركيز الهيموجلوبين الكريوي الوسطي. (ص.32-3)يتداخل تراص الخلايا الحمراء أيضا مع طرق تحديد الزمر الدموية لفصيلة الدم واختبار التوافق، والتي تعتمد على تفاعلات التراص. قد يظهر الأشخاص المصابون بتراص الخلايا الحمراء تفاعلات تراص تلقائية أثناء الاختبار، مما يؤدي إلى نتيجة إيجابية خاطئة. (ص.141,262)إذا كانت الأجسام المضادة المسببة نشطة فقط في درجة حرارة الغرفة، فيمكن عكس التراص عن طريق تسخين عينة الدم إلى 37 درجة مئوية (99 درجة فهرنهايت). قد يظهر الأشخاص المصابون بفقر الدم الانحلالي المناعي الذاتي الدافئ تراصا للخلايا الحمراء لا يحل عند الاحترار.(ص.88)